# Mike Fratello
Mike Fratello (Hackensack, 27 de fevereiro de 1947) é um treinador de basquete estadunidense. Treinou seu último time em 2006, o Memphis Grizzlies, o qual levou aos playoffs durante duas temporadas, mas perdeu os quatro jogos das temporadas. Também dirigiu o Cleveland Cavaliers e o Atlanta Hawks. Em seis temporadas no Cavaliers, ele conseguiu a sequência de 248 vitórias e 212 derrotas, tendo conseguido ir aos playoffs em quatro ocasiões.
Com o Hawks, time no qual surgiu e treinou entre 1983 e 1989 e teve uma sequência de 324-250 e cinco aparições na pós-temporada, além de liderar a Divisão Central de 1987 com 57 vitórias. Fratello foi nomeado Técnico do Ano em 1986. Em sua carreira, venceu 666 jogos e perdeu 542 com uma porcentagem de 55.1, e suas equipes se classificaram para os playoffs em sete deas dezesseis temporadas.
Apesar de não ser considerado um dos melhores técnicos, está colocado em décimo nono lugar nos treinadores mais vitoriosos e em vigésimo primeiro nos que mais disputaram partidas. Antes de entrar para o basquete, era comentarista da NBC e TNT.

## Carreira
| Franquia            | Temporada | Vitórias | Jogos | Playoffs   |
| ------------------- | --------- | -------- | ----- | ---------- |
| Atlanta Hawks       | 1983      | 40       | 42    | 2-3 record |
| Atlanta Hawks       | 1984      | 34       | 48    |            |
| Atlanta Hawks       | 1985      | 50       | 32    | 4-5 record |
| Atlanta Hawks       | 1986      | 57       | 25    | 4-5 record |
| Atlanta Hawks       | 1987      | 50       | 32    | 6-6 record |
| Atlanta Hawks       | 1988      | 52       | 30    | 2-3 record |
| Atlanta Hawks       | 1989      | 41       | 41    |            |
| Cleveland Cavaliers | 1993      | 47       | 35    | 0-3 record |
| Cleveland Cavaliers | 1994      | 43       | 39    | 1-3 record |
| Cleveland Cavaliers | 1995      | 47       | 35    | 0-3 record |
| Cleveland Cavaliers | 1996      | 42       | 40    |            |
| Cleveland Cavaliers | 1997      | 47       | 35    | 1-3 record |
| Cleveland Cavaliers | 1998      | 22       | 28    |            |
| Memphis Grizzlies   | 2004      | 40       | 26    | 0-4 record |
| Memphis Grizzlies   | 2005      | 49       | 33    | 0-4 record |
| Memphis Grizzlies   | 2006      | 6        | 24    |            |